# Nya armén
Nya arméerna (traditionell kinesiska: 新軍, förenklad kinesiska: 新军; Pinyin: Xīnjūn, Manchu: Ice cooha) kallades de moderniserade Qing arméerna, tränade och utrustade efter västerländsk standard. Den första av de nya arméerna skapades 1895 efter Japans seger i det första Sino-japanska kriget.

## Grundande och expansion

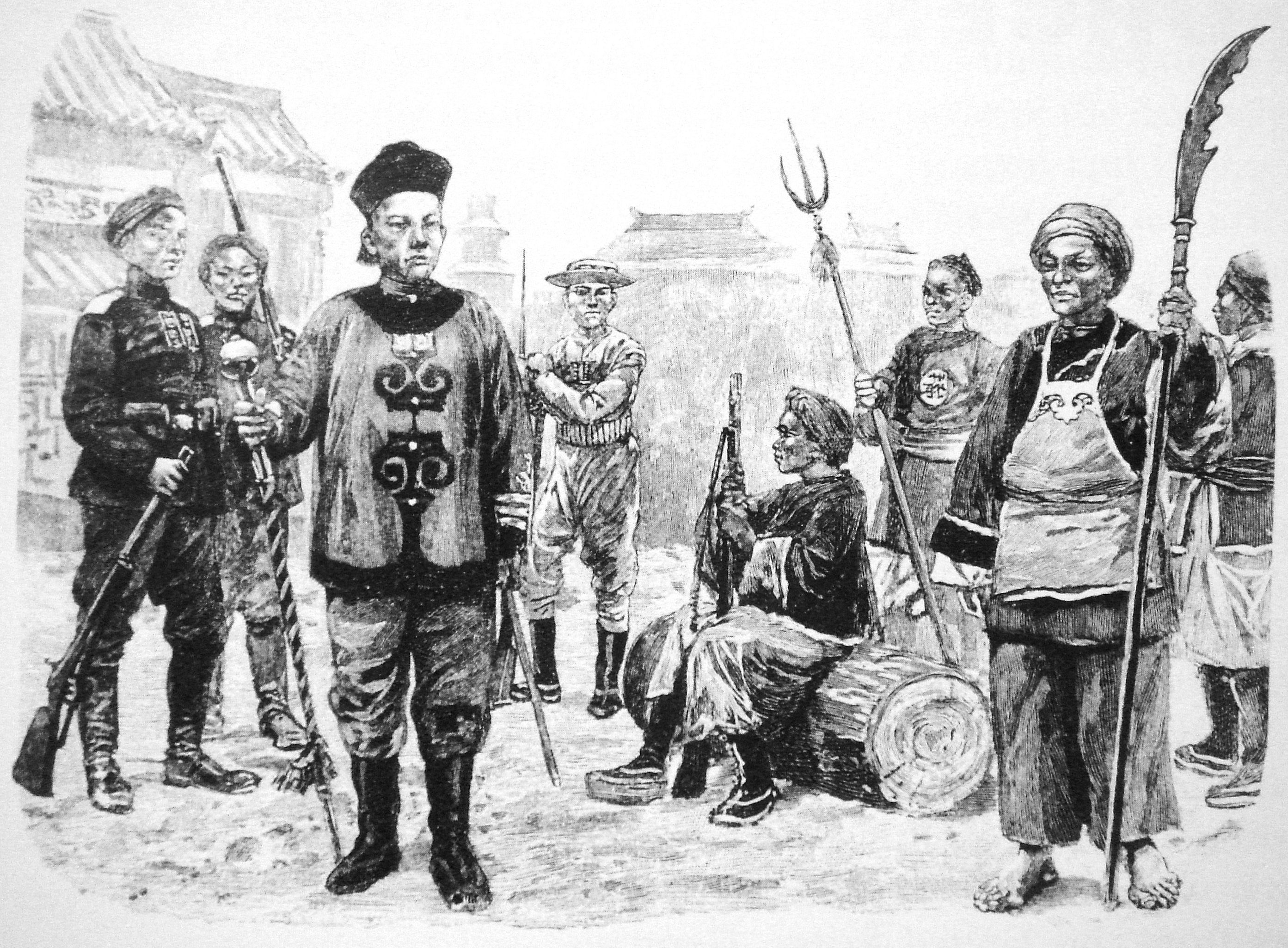
Kinesiska soldater 1899–1901. Vänster: två infanterister ur den Nya Armén. Längst fram: tamburmajor ur den reguljära armén. Sittande på trädstam: fältartillerist. Höger: boxare.

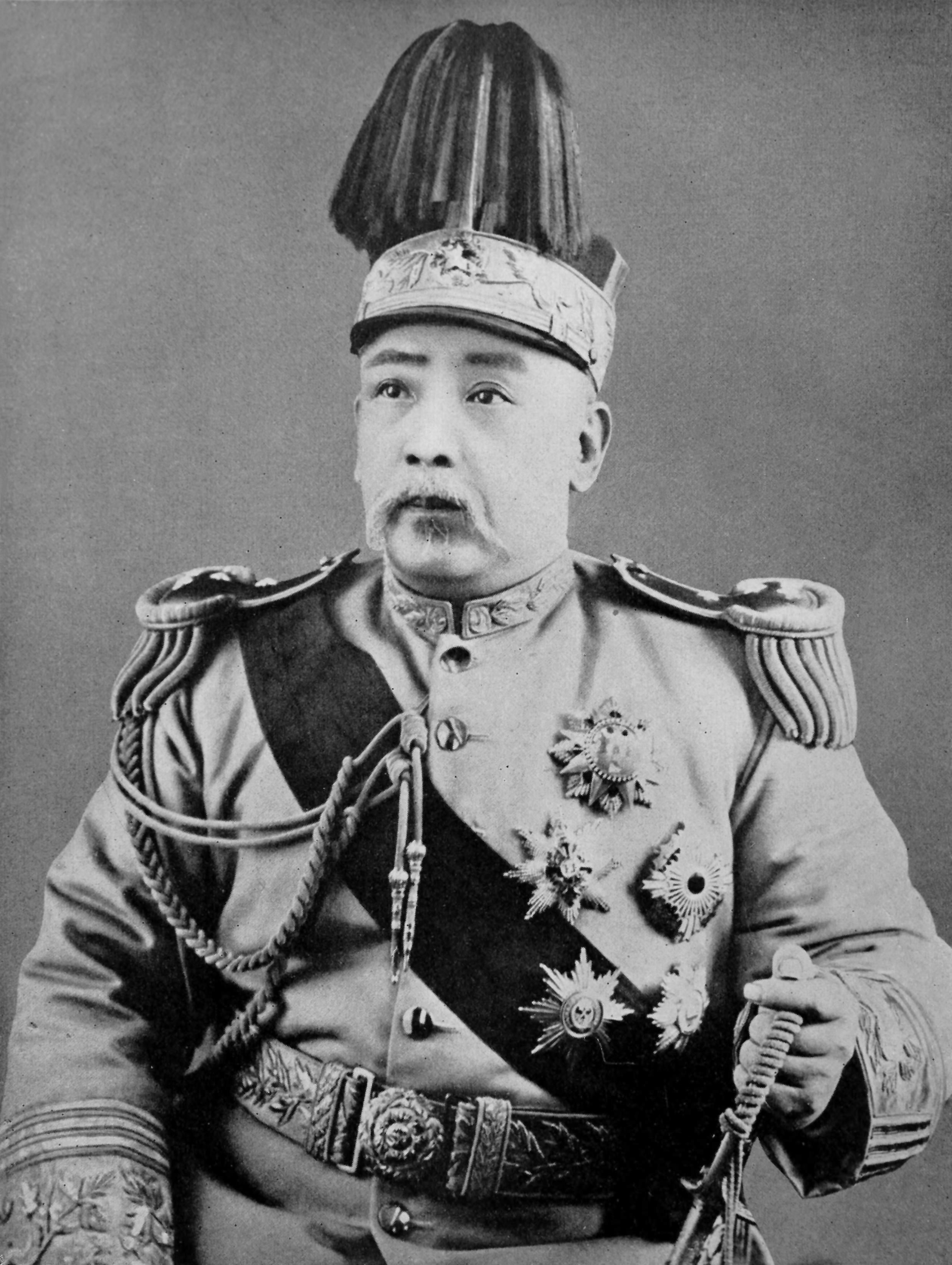
Yuan Shikai

Den 8 december 1895 utnämndes Yuan Shikai av  Änkekejsarinnan Cixi till befälhavare över de 4.000 män som utgjorde basen för den första nya armén. Armén utrustades och tränades efter västerländsk standard. Efter att ha utökats till 7.000 man blev denna nya armé den mest formidabla av de tre armégrupperna som var stationerade kring  Beijing och visade sig vara enormt effektiv mot boxarna i Shandong provinsen.  Yuan bevisade sin lojalitet till Qinghovet, om än mest symboliskt, genom att avsätta en enhet för att återta Beijing från främmande händer.
Under de följande åren utökades och uppgraderades den nya armén fortlöpande. Yuan blev alltmer respektlös mot dynastin och visade lojalitet endast till den sida som han fick fördelar av. Att han tog ställning för Cixi mot Guangxu-kejsaren var ett svårt slag mot de Hundra dagarnas reform. Efter 1900 tilltog revolutionära uppror över hela Kina, och  Yuans trupper var den enda milis som Qinghovet kunde lita på.

## Namnbyte och revolution
Det framgångsrika exempel som sattes av den nya armén kopierades i andra provinser. Yuans nya armé döptes den 25 juni 1902 om till Beiyang Armén efter att Yuan officiellt befordrats till "Vicekonung av Zhili och Minister för Beiyang". I samband med Yuans utnämning förlades arméns huvudkvarter till Baoding, huvudstad i Zhili, och Militärakademin i Baoding etablerades för att utbilda officerare. Mot slutet av dynastin 1911 hade de flesta av provinserna etablerat stora nya arméer, men Yuans var alltjämt starkast, bestående av sex grupper och över 75.000 man. Qingdynastin samlade alla arméer i en stor styrka, "Den kinesiska armén", vilken vanligtvis kallades för Nya armén även därefter. Yuans Beiyangarmé utgjorde två tredjedelar av hela den kinesiska armén.
Under Xinhairevolutionen revolterade de flesta av styrkorna i den kinesiska armén mot Qingdynastin. Yuan ledde huvuddelen av Beiyangarmén för att hindra oppositionen, samtidigt som han förhandlade med Qing om ett maktöverlämnande, där han avsåg att själv uppstiga som president för den nya republiken.

## Politik och modernisering
Ända sedan armén skapades höll Yuan ett hårt grepp om befälet över styrkorna, genom att enbart utnämna officerare som var lojala mot honom. Men efter Yuans död 1916 föll armégrupperna snabbt isär till fyra större styrkor, kontrollerade av stridslystna krigsherrar, att döma av garnisonernas placeringar. Dessa armégrupper och deras generaler kom att spela olika roller i republiken Kinas politik fram till skapandet av Folkrepubliken Kina efter Kinas kommunistiska partis seger i det kinesiska inbördeskriget.
Ett av de viktigaste arven efter Nya armén var att militärmakten hade professionaliserats, och kanske även att militarism hade introducerats i Kina. Före Nya armén hade nästan varje man som ville, kunnat ansluta sig till arméerna, och soldaterna var oftast fattiga, jordlösa och analfabetiska bönder. Nya armén frångick den personliga rekryteringen och behov av stöd från beskyddare som  Zeng Guofan och Zuo Zongtang, vilket fungerat framgångsrikt under revolterna tidigare under århundradet, men som visade sig fungera sämre mot Japan och västvärlden. Nya armén utvärderade frivilliga, tog bara in de som ansågs lämpliga, och skapade moderna militärakademier för att träna officerare.
Moderniseringen och professionalismen var så imponerade att många ur societeten anslöt sig till armén. Den unge Chiang Kai-shek utbildades till exempel vid Yuans militärakademi i Baoding under en period, vilket inspirerade honom att skapa Militärakademin i Whampoa, som kom att utbilda nästa generations soldater. 
Yuan och hans efterträdare jämställde militär dominans över den politiska sfären med nationens överlevnad. Den politiska armén skulle komma att bli en dominant kraft i Kina under stora delar av 1900-talet.